# Жабно (Куявсько-Поморське воєводство)
Жабно (пол. Żabno, нім. Froschweiler) — село в Польщі, у гміні Моґільно Моґіленського повіту Куявсько-Поморського воєводства.
Населення — 368 осіб (2011).
У 1975-1998 роках село належало до Бидгощського воєводства.

## Демографія
Демографічна структура станом на 31 березня 2011 року:
|          | Загалом | Допрацездатний вік | Працездатний вік | Постпрацездатний вік |
| -------- | ------- | ------------------ | ---------------- | -------------------- |
| Чоловіки | 181     | 49                 | 123              | 9                    |
| Жінки    | 187     | 54                 | 101              | 32                   |
| Разом    | 368     | 103                | 224              | 41                   |